# Ventura (Iowa)
Ventura ist eine Kleinstadt (mit dem Status „City“) im Cerro Gordo County im US-amerikanischen Bundesstaat Iowa. Das U.S. Census Bureau hat bei der Volkszählung 2020 eine Einwohnerzahl von 711 ermittelt.

## Geografie
Ventura liegt im Norden Iowas am Westufer des Clear Lake. Die Grenze zum nördlich benachbarten Bundesstaat Minnesota ist rund 40 km entfernt; die vom Mississippi gebildete Grenze zu Wisconsin verläuft rund 210 km östlich.
Die geografischen Koordinaten von Ventura sind 43°07′35″ nördlicher Breite und 93°28′40″ westlicher Länge. Das Stadtgebiet erstreckt sich über eine Fläche von 6,29 km², die sich auf 4,58 km² Land- und 1,71 km² Wasserfläche verteilen. Ventura ist der größte Ort der Clear Lake Township.
Nachbarorte von Ventura sind Fertile (19,2 km nordnordöstlich), Clear Lake (8,3 km östlich), Thornton (28,9 km südsüdöstlich), Meservey (24,2 km südlich), Klemme (23,8 km südwestlich), Garner (10,9 km westlich) und Forest City (28,3 km nordwestlich).
Die nächstgelegenen Großstädte sind die Twin Cities in Minnesota (221 km nördlich), Rochester in Minnesota (167 km nordöstlich), Wisconsins  Hauptstadt Madison (385 km östlich), Cedar Rapids (243 km südöstlich), die Quad Cities in Iowa und Illinois (370 km in der gleichen Richtung), Iowas Hauptstadt Des Moines (192 km südlich) und Nebraskas größte Stadt Omaha (413 km südwestlich).

## Verkehr
Der U.S. Highway 18 verläuft in West-Ost-Richtung durch Ventura. Alle weiteren Straßen sind untergeordnete Landstraßen, teils unbefestigte Fahrwege sowie innerörtliche Verbindungsstraßen.
Parallel zum US 18 verläuft eine Eisenbahnlinie für den Frachtverkehr der  Canadian Pacific Railway (CPR).
Mit dem Mason City Municipal Airport befindet sich 12,3 km östlich ein Regionalflughafen. Der nächste Großflughafen ist der Des Moines International Airport (201 km südlich).

## Bevölkerung
Nach der Volkszählung im Jahr 2010 lebten in Ventura 717 Menschen in 315 Haushalten. Die Bevölkerungsdichte betrug 156,6 Einwohner pro Quadratkilometer. In den 315 Haushalten lebten statistisch je 2,28 Personen.
Ethnisch betrachtet setzte sich die Bevölkerung zusammen aus 98,3 Prozent Weißen sowie 0,6 Prozent Asiaten; 0,4 Prozent stammten von zwei oder mehr Ethnien ab. Unabhängig von der ethnischen Zugehörigkeit waren 0,7 Prozent der Bevölkerung spanischer oder lateinamerikanischer Abstammung.
18,5 Prozent der Bevölkerung waren unter 18 Jahre alt, 60,0 Prozent waren zwischen 18 und 64 und 21,5 Prozent waren 65 Jahre oder älter. 48,5 Prozent der Bevölkerung waren weiblich.
Das mittlere jährliche Einkommen eines Haushalts lag bei 65.833 USD. Das Pro-Kopf-Einkommen betrug 35.091 USD. 3,0 Prozent der Einwohner lebten unterhalb der Armutsgrenze.